# Pomacentrus javanicus
Pomacentrus javanicus är en fiskart som beskrevs av Allen, 1991. Pomacentrus javanicus ingår i släktet Pomacentrus och familjen Pomacentridae. Inga underarter finns listade i Catalogue of Life.